# In Cantica Canticorum Salomonis
In Cantica Canticorum Salomonis, es un comentario  al Cantar de los Cantares escrito en latín por el obispo católico español Justo de Urgel en el siglo V.

## Referencia histórica
En su libro De viris Illustribus Isidoro de Sevilla nos da la noticia de como el obispo de Urgel escribió este comentario al Cantar de los Cantares, obra que desde la primera edición de Menrado Malhero en el año 1529 ha sido varias veces impreso, especialmente en Basilea.

## Contenido

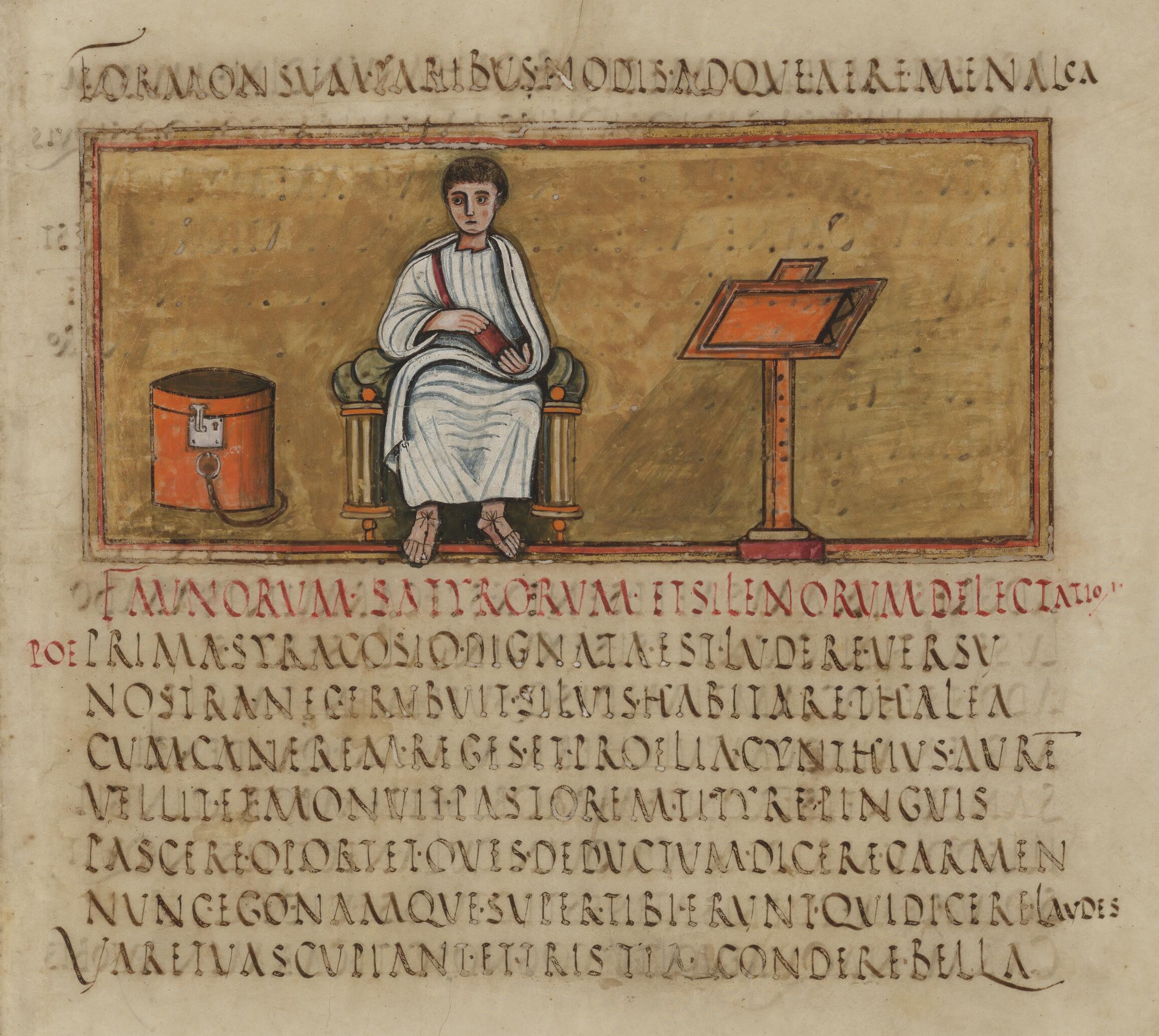
Folio 14 recto del Vergilius Romanus, libro contemporáneo, con retrato de Virgilio.

Se trata de un comentario hecho ya sobre la versión de la Vulgata, y en el que, siguiendo la interpretación alegórica, ve descrito el amor entre Cristo y su Iglesia.

«...Mi amado me habla: a menudo se habla del amado en este libro, pues ¿quién tan amado de la Iglesia como Aquel por quien los mártires dieron su vida? Levántate, apresúrate y ven: Levántate, cree; apresúrate, terminado el camino, recibe el premio del piadoso esfuerzo... »
Traducción del Latín

«...  Ha llegado el tiempo de la poda: aquellos que han sido plantados en la Casa del Señor, usando la hoz de la lucha ascética, podados de toda superstición, se preparan para los frutos que han de venir... »
Traducción del Latín

«... Paloma mía, en los agujeros de las peñas: no se llama por otra cosa paloma a la Iglesia sino porque no hay en ella engaño y porque está llena del Espíritu Santo; habita en los agujeros de las peñas, porque siempre encuentra refugio en aquellas heridas de Cristo, por las que ha sido sanada; encuentra también refugio en las concavidades de las paredes cuando es acariciada por el consuelo santo de las Escrituras, o cuando es plenamente protegida por los méritos y las oraciones de los santos que han pasado; en estos agujeros de la roca, como una paloma encontró protección el apóstol Tomás cuando después de la resurrección, tocando las heridas de Cristo, apartada toda duda, exclamó fielmente: Señor mío y Dios mío...»
Traducción del Latín

## Comentario
Manifiesta un conocimiento de los principios de la exégesis cristiana, Justo es contemporáneo de Gregorio Magno, con claras influencias de la lectura de la obra de San Jerónimo (342–420), historiador y estudioso de la Sagrada Escritura, quien nos dejó su célebre Vulgata, la Biblia traducida directamente del hebreo y del griego al latín.
El autor se queja de que en su época pocos leen a los padres católicos, los grandes escritores cristianos del siglo IV. Para Justo este nivel intelectual más bajo no se debe tanto a la enseñanza del clero en los obispados como a las destrucciones materiales, consecuencia de las Invasiones germánicas en la península ibérica,  circunstancia que dificultaba la copia de manuscritos.